# 나의 아름다운 비밀
나의 아름다운 비밀(Musime Si Pomahat, Divided We Fall)은 체코에서 제작된 얀 흐르베이크 감독의 2000년 코미디, 드라마 영화이다. 보렉 폴카 등이 주연으로 출연하였다.

## 출연

### 주연
- 보렉 폴카

### 조연
- 마틴 휴바
- 시모나 스타소바

## 제작진
- 미술: 밀란 바이섹
- 의상: 카타리나 홀라

## 한국어 더빙 성우진(SBS, 2003년 11월 28일)
- 설영범 - 조세프 (보렉 폴카)
- 김아영 - 마리 (안나 시스코바)
- 김승준 - 다비드 (촌고르 카사이)
- 장승길 - 호르스트 (야로슬라프 두섹)
- 송두석
- 이근욱
- 이호인
- 이재정
- 김정주
- 박만영